# Velutinidae
Velutinidae zijn een familie van weekdieren uit de klasse van de Gastropoda (slakken).

## Taxonomie

### Onderfamilies
- Lamellariinae d'Orbigny, 1841
- Velutininae Gray, 1840

### Geslachten
- Echinospira Krohn, 1853
- Lamellariopsis Vayssière, 1906
- Marseniella Bergh, 1886
- Torellivelutina McLean, 2000